# Øyvind Sagåsen
Øyvind Sagåsen, dit Flis (né le 12 décembre 1969) est un auteur de bande dessinée norvégien connu pour son comic strip Radio Gaga (en), diffusé dans toute la Scandinavie.

## Biographie

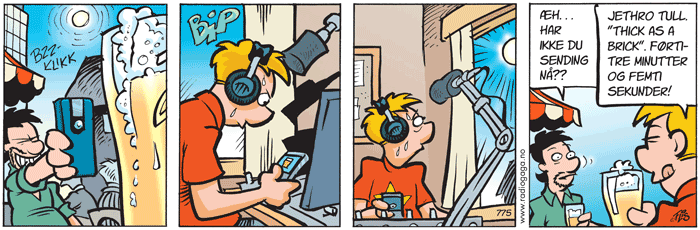
Gag n° 775 (en une bande) de la BD Radio Gaga.

## Distinction
- 2011 : Prix Pondus pour Radio Gaga (en)
- 2018 : Prix Sproing pour Radio Gaga, dans Pondus no 3/17